# Route nationale 475
Die N475 war von 1933 bis 1973 eine französische Nationalstraße, die in zwei Teilen zwischen Gray und  Sellières verlief. Ihre Gesamtlänge betrug 65,5 Kilometer.